# Pterolophia pasteuri
Pterolophia pasteuri là một loài bọ cánh cứng trong họ Cerambycidae.